# Can Guilana (Sant Julià de Ramis)
Can Guilana és una obra de Sant Julià de Ramis (Gironès) protegida com a Bé Cultural d'Interès Local.

## Descripció
Masia allargada de planta baixa i pis, construccions de diferents èpoques, situada en posició de bancal que permet una entrada secundària per una porta goticitzant i a un nivell diferent, per la planta pis. La porta principal és a migjorn, dovellada i a sopluig d'un porxo de dos arcs rebaixats de rajol del segle xix. A sobre hi ha una terrassa des de la que s'accedeix al pis i que compon una façana simètrica amb un frontó superposat a la planta coberta, amb un rellotge de sol i la porta goticitzant.
A la porta situada al mur oest s'accedeix per una mena de pont, ja que el terreny fa una mena de fossar. La façana est és la que aguanta el terreny amb un mur que tanca la part nord. La coberta és a doble vessant i hi ha una torre a l'oest d'una sola vessant. Separada de la masia hi ha una pallissa molt malmesa.